# Молочне дерево
Молочне дерево або бросімум корисний (Brosimum utile) — вид дерев роду бросімум родини шовковицевих (Moraceae). Природний ареал молочного дерева — Центральна і Південна Америка, рослина також культивується в Азії.
Рослина зростає до 30 м у висоту. Коріння велике, дископодібне. Листя цілісне, велике, шкірясте. Квітки одностатеві, зібрані в головчасті суцвіття.
Молочне дерево, як і багато інших представників тутових, виділяє молочний сік, але, на відміну від молочних соків інших рослин, він не отруйний, а цілком їстівний і смачний. Складається переважно з води (57 %) і рослинного воску (37 %), на частку цукрів і смол припадає 5—6 %. На відміну від справжнього молока, молочний сік молочного дерева має густішу в'язку консистенцію і бальзамічний аромат. Це «молоко» не псується протягом тижня навіть в умовах тропічного клімату, добре змішується з водою в будь-яких пропорціях, при цьому не згортаючись. Воно широко уживається місцевим населенням в їжу як заміна коров'ячому молоку. При кип'яченні на його поверхні виділяється віск, що йде на виготовлення свічок і жувальної гумки.